# Athanas Tendeng
Athanas Tendeng, né le 23 juin 1970, est un footballeur sénégalais des années 1990.

## Buts en sélection
| Buts en sélection de Athanas Tendeng | Buts en sélection de Athanas Tendeng | Buts en sélection de Athanas Tendeng | Buts en sélection de Athanas Tendeng | Buts en sélection de Athanas Tendeng | Buts en sélection de Athanas Tendeng | Buts en sélection de Athanas Tendeng |
|                                      | Date                                 | Lieu                                 | Adversaire                           | Score                                | Résultat                             | Compétition                          |
| ------------------------------------ | ------------------------------------ | ------------------------------------ | ------------------------------------ | ------------------------------------ | ------------------------------------ | ------------------------------------ |
| 1.                                   | 29 mars 1994                         | Sousse (Tunisie)                     | Guinée                               | 2-1 (1 but à 50e)                    | 2-1                                  | CAN 1994 (1er tour)                  |